# Tillandsia inconspicua
Tillandsia inconspicua är en gräsväxtart som beskrevs av Éduard-François André. Tillandsia inconspicua ingår i släktet Tillandsia och familjen Bromeliaceae. Inga underarter finns listade i Catalogue of Life.